# Robert Putnam
Robert David Putnam (9 de enero de 1941 en Rochester, Nueva York) es un sociólogo y politólogo estadounidense. Ejerce como profesor en la Universidad de Harvard. En su trabajo ha tratado especialmente los temas de la confianza social, conciencia cívica y el capital social. En 1995 publicó "Bowling Alone: America's Declining Social Capital" en Journal of Democracy. El artículo fue muy influyente y le granjeó mucha atención, incluyendo una invitación para reunirse con el entonces presidente Bill Clinton. El 2000 extendió este ensayo en el libro Bowling Alone: The Collapse and Revival of American Community. La tesis de Putnam es que en los Estados Unidos desde la década de 1960 se ha producido un declive en la sociedad, el civismo y la vida política (capital social) de consecuencias negativas. Aunque midió este declive con muchos conjuntos de datos diferentes el argumento más importante fue que casi toda organización tradicionalmente cívica, social y fraternal—empleando como paradigma las ligas de bolos&mdas;han experimentado una grave disminución de miembros, mientras que el número de “los que juegan solos a los bolos” se ha incrementado tremendamente.
Putnam distingue entre dos clases de capital social: el capital vínculo y el capital puente. El vínculo se da cuando la persona se socializa con otros semejantes: de la misma edad, raza, religión, etc. Pero para crear sociedades pacíficas en un país multiétnico se necesita otra clase de vínculo, el que tiende puentes. Los puentes se tienden cuando se crean lazos con gente distinta, como los hinchas de otro equipo de fútbol. Putnam afirma que los que cuentan con ambos tipos de vínculo se fortalecen mutuamente. En consecuencia, el declive del capital enlace inevitablemente produce el declive en el capital puente, lo que desencadena tensiones étnicas y religiosas.
Algunos críticos, como el sociólogo Claude Fischer afirman que:
- Putnam se concentra en formas organizadas de capital social y presta menos atención a las redes de capital social interpersonal.
- Desatiende la emergencia de nuevas organizaciones y de internet.
- La década de 1960 es un punto de partida que lleva a equívocos, pues era una época con un número inusualmente alto de organizaciones tradicionales.

Putnam fue educado en la religión metodista. En 1963, se casó con su esposa Rosemary, una profesora de educación especial y trompista. Por estas fechas se convirtió al judaísmo, religión de su esposa.

## Premios
- 2006: Premio Johan Skytte (Skytteanska priset) de Ciencia Política, de la Fundación Skytte de la Universidad de Upsala.